# Паул Алберт Гордан
Паул Алберт Гордан (Бреслау, 27. април 1837 — Ерланген, 21. децембар 1912) био је јеврејско-немачки математичар, студент Карла Јакобија на Универзитету у Кенигсбергу пре него што је докторирао на Универзитету у Бреслау (1862), и професор на Универзитету Ерланген-Нирнберг.
Био је познат као „краљ теорије инваријанте“. Гордан је показао да је прстен инваријанти бинарних квадратних форми коначно генерисан, односно да свака бинарна форма одређује коначан систем рационалних инваријанти и коваријанти помоћу којих се могу генерисати све остале рационалне инваријанте и коваријанте. Наведена теорема доказана је 1869. године, а данас је позната као Горданова теорема. Ово достигнуће је генерализовао Давид Хилберт 1890. године, доказавши да теорема важи за алгебарске форме са произвољним бројем променљивих. Заједно са Алфредом Клебшом осмислио је Клебш-Горданове коефицијенте за сферне хармонике.